# Đăng tiêu đứng
Đăng tiêu đứng (danh pháp hai phần: Tecoma capensis) là một loài thực vật có hoa trong họ Chùm ớt. Loài này được (Thunb.) Lindl. miêu tả khoa học đầu tiên năm 1828.